# Пловдив (награда)
Вижте пояснителната страница за други значения на Пловдив.
Награда „Пловдив“ е ежегодно отличие на Община Пловдив за ярки постижения в изкуството и културата, учредена през 1969 г.
Наградата се връчва в 8 раздела: литература, художествен превод, журналистика, театър, музика, архитектура, изобразително изкуство и фотография. Дава се и специална награда за дарители и спомоществователи в областта на културата. Носителите на наградата се определят от специализирани комисии за всеки раздел.
Наградите се връчват от кмета на Пловдив всяка година в навечерието на 24 май на тържество в Драматичния театър.

## Носители

### 2008 г.
- Художествена литература – Николай Заяков – за стихосбирката „Пастирът на звездите“.

### 2009 г.[2]
- Художествена литература – Йордан Костурков за сборника с разкази „Добри момчета – лоши момичета“, издание на ИК „Хермес“
- Художествен превод – Генка Бакърджиева
- Журналистика – Младен Влашки за предаването „Преге“ по Радио Пловдив, посветено на книгите и писането
- Театър – актрисата Анелия Ташева за ролята си в спектакъла „Доходно място“
- Архитектура – Илко Николов за новия пътнически терминал на летище Пловдив
- Изобразително изкуство – Никола Певичаров
- Фотография и операторско майсторство – фоторепортерът Атанас Кънев
- Музика – Оперно-филхармоничното дружество с диригент Кирил Ламбов за концерта с Рик Уейкман

### 2010 г.[3]
- Художествена литература – Стефан Бонев за сборника с разкази „Изпит по летене“
- Художествен превод – Анета Тошева за романа „Бляскав живот“ на 28-годишния белгийски писател Грегоар Поле
- Журналистика – Камен Коларов за предаването на БНТ „Местно време“
- Театър – Държавен куклен театър – Пловдив за представлението за възрастни „Едип. Празникът на ослепяването“
- Архитектура – Илко Николов за новия пътнически терминал на Летище Пловдив
- Изобразително изкуство – Галина Лардева за книгата „Изкуство на прехода“ на издателска къща „Жанет 45“
- Фотография и операторско майсторство – Виолин Палейков за документалните филми „Боговете на Пловдив“ и „Походите на Калоян“
- Музика – диригентът Найден Тодоров за участието му в концерта на легендарния кийбордист и композитор Джон Лорд и ОФД, Пловдив в Есенния салон на изкуствата 2009 на Античния театър
- Изкуство, предназначено за деца – балетно студио „Буратино“ за спектакъла „Без завеса“ на Маша Илиева
- Специална награда за дарители и спомоществователи в областта на културата – „Рефан България“ ООД

### 2011 г.[4]
- Художествена литература – Николай Заяков за романа „Евангелие на Никола“
- Художествен превод – Манол Пейков за превода от английски на стихосбирката „Балада за стария моряк“ на Самюъл Колридж
- Журналистика – Пламен Асенов за коментарите му във в. „Марица“
- Театър – Ивана Папазова за ролята на Ева в спектакъла „Есенна соната“ от Бергман
- Архитектура – Георги Шопов за проекта на новата сграда на Археологическия музей
- Изобразително изкуство – Янко Ненов за изложбата му в галерия „Дяков“
- Фотография и операторско майсторство – Тодор Даскалов и Димитър Игнатов от РТВЦ, Пловдив
- Музика – камерен хор „Иван Спасов“

### 2012 г.[5]
- Художествена литература – Антон Баев за книгата „Дневник на Корабокрушенеца“
- Художествен превод – Васил Самоковлиев за превода на „Обслужвал съм английския крал“ и „Уроци по танци за възрастни и напреднали“ от Бохумил Храбал
- Журналистика – Мария Троева, посмъртно
- Театър – колектив на Държавен куклен театър, Пловдив за спектакъла за възрастни „Вграждане“
- Архитектура – арх. Стефан Стефанов (с арх. Иво Скоклиев, арх. Хр. Стефанова) – за многофункционална сграда Донатекс, Младежки хълм
- Изобразително изкуство – Румен Нечев за изложба „Сполия“ (31 май – 30 юни 2012)
- Фотография и операторско майсторство – Никола Лаутлиев за кураторския проект „Академичната сцена“ на фестивала „Международни дни на фотографията“
- Музика – Теодосий Спасов за концерта „Теодосий Спасов Ейт старс проджект“ от Международния фестивал „Пловдивски джаз вечери“
- Изкуство, предназначено за деца – Величка Настрадинова за книгата „24 чисто нови приказки“
- Специална награда за дарители и спомоществователи в областта на културата – посолство на САЩ за концерт на Международния фестивал „Пловдивски джаз вечери“

### 2013 г.[6]
- Художествена литература – Недялко Славов за романа „Портрет на поета като млад“
- Художествен превод – Ангелин Мичев за превода на „Изцелението на Шопенхауер“ от Ървин Ялом (ИК „Хермес“)
- Журналистика – Десислава Шишманова за документалните ѝ филми за художника Атанас Хранов и неговия авторски проект – корабни носове „Исла Негра“, както и за филма „Истории с преселници“ – за драмата на едно семейство от България, принудително тръгнало за Турция по време на Голямата екскурзия през 1989 г.
- Театър – Ивана Папазова от Драматичен театър „Н. О. Масалитинов“ за изпълнението ѝ в моноспектакъла „Глас“ от Елена Алексиева
- Архитектура – Колектив „Кино Космос“ за инициативата „Кино Космос – място за култура“, подкрепена от Камара на архитектите, Съюз на архитектите и Община Пловдив
- Изобразително изкуство – Вихра Григорова за юбилейната ѝ изложба „Пейзажът е жив“ в галерия „Възраждане“
- Фотография и операторско майсторство – Юлиан Георгиев за операторско майсторство в два филма: за краткия „До Пловдив и назад“, който разказва за един от 6-те най-стари живи градове в света през очите на Мис Българка в САЩ 2013 г. Невена Чалова, както и за историческия документален филм „Симеон – от расото до короната“
- Музика – Мила Павлова за Международен фестивал „Дни на музиката в Балабановата къща“
- Изкуство, предназначено за деца – Стефан Бонев за изданията на авторския литературен конкурс „Недоизречено“, предназначени за ученици
- Специална награда за дарители и спомоществователи в областта на културата – Фондация „Америка за България“ за възстановяването на Малката базилика и подкрепата им за фестивалите „Нощ на музеите и галериите“, „Дни на музиката в Балабановата къща“ и Архитектурната седмица

### 2014 г.[7]
- Художествена литература – Йордан Велчев за историческия роман „Балканският човек“ (ИК „Жанет 45“)
- Художествен превод – Здравка Петрова за превод от руски език на „Герой на нашето време“ на Михаил Лермонтов (ИК „Сонм“) и на „Катерушки“ на Уля Нова (ИК „Сонм“)
- Журналистика – Парашкева Иванова Недева за 1.) Разследваща журналистика: поредица авторски публикации за престъпни схеми и криминални деяния - „Недосегаемите! 5 милиона годишно точат такситата от хазната“, „Войната на жълтите коли“, „400 таксиметрови шофьори на разпит в полицията“, „Смъртта на пътя – бизнес за милиони“, „Фабрика за убийства, разкрита в Пловдив“, и 2.) Серия авторски портрети – лични истории на самотни възрастни хора, реализирани като част от социалната кампания „S.O.S.! Час внимание“
- Театър – Радина Даниелова Думанян за ролята ѝ на Матилда в „Чиста къща“ от Сара Рул
- Изобразително изкуство – Ели Крумова Станчева за юбилейна изложба (60 г.) в галерия „Ромфея“
- Фотография и операторско майсторство – Тодор Андреев Васев за дългогодишна дейност, като художник, фотограф, филмов оператор и за организаторска творческа дейност, като основател и ръководител на представителния кино клуб при Военен клуб, както и във връзка с неговата 80-годишнина
- Музика – Диан Бориславов Чобанов за изключително виртуозното му постижение в качеството му на диригент на кантата „Кармина Бурана“ от Карл Орф, с която е открит фестивалът „Opera Open“ 2014
- Изкуство, предназначено за деца – „I – CREATIVE“ Студио за популяризиране на кукленото изкуство и художествено майсторство при изработването на уебсайт на Държавен куклен театър - Пловдив

### 2015 г.[8][9]
- Художествена литература – Недялко Славов за романа „423 херца“
- Художествен превод – Иван Христов Вълев за превода от полски език на романа „Морал“ от Тадеуш Доленга – Мостович
- Журналистика – Владимир Балчев за поредицата „Забравения град“ във в. „Марица“
- Театър – Стефан Попов за ролята на Едит Бут в моноспектакъла „Аз, актьорът? Брат ми уби президента“
- Архитектура – арх. Илко Николов за сграда на Източноправославен храм „Св. Николай Чудотворец“
- Изобразително изкуство – Моника Роменска за изложбата „Макондо“ в галерия „Дяков“
- Фотография и операторско майсторство – Катедра „Приложни изкуства“ на АМТИИ за: 1) Фотографска изложба на дипломанти от специалност „Графичен дизайн и фотография“ випуск 2015; 2) Разкриване на нова бакалавърска специалност „Фотография“ от учебната 2015/2016 г. към катедра „Приложни изкуства“
- Музика – Нина Найденова, директор на Държавна опера – Пловдив, за режисьорски постижения в реализацията на оперните спектакли „Макбет“, „Селска чест“, „Палячи“, „Любовен еликсир“ на сцената и с трупата на Държавна опера – Пловдив
- Изкуство, предназначено за деца – Екипът на Държавен куклен театър – Пловдив за високо майсторство и професионализъм, проявен в реализацията на спектаклите „Децата на Хамелн“, „Дом“ и „Болен здрав носи“
- Специална награда за дарители и спомоществователи в областта на културата – „КЦМ 2000“ АД за подкрепа на над 20 обществено значими събития в сферата на културата и опазване на културното наследство през 2015 г.

### 2016 г.[10][11]
- Художествена литература – Александър Секулов за поетичната книга „Море на живите“
- Художествен превод – Анета Тошева за превода от френски език на романа „Напълно побъркан!“ от Жил Льогардиние
- Журналистика – Руслан Йорданов за „Разни разкази“ в платформата Plovdivtime
- Театър – Държавен куклен театър – Пловдив за постановката „Дама Пика“
- Архитектура – Стефан и Радка Стефанови (архитектурно бюро „Арконт – А“) за реновираната сграда на главната улица „Търговски дом и археология“, бивш магазин НарМаг
- Изобразително изкуство – скулпторът Васил Маргаритов и живописецът Димитър Воденичаров, за съвместната им изложба в залите на ГХГ
- Аудио визуални изкуства, фотография и операторско майсторство – Виолин Палейков и Нончо Нончев за документалните филми „Opera Оpen“, „Българска трилогия“ и „Театър-безкрая“
- Музика – Евгения Ралчева за дебютната си роля в постановката на Държавна опера – Пловдив на операта „Сестра Анджелика“ на Джакомо Пучини
- Изкуство, предназначено за деца – Хор на пловдивските момчета „Стефка Благоева“ за концерт, организиран по случай 40 години от основаването на най-елитната пловдивска хорова формация
- Културно наследство и съхраняване на паметта – Елена Кривошиева за реставрацията на къща „Клианти“

### 2017 г.[12]
- Художествена литература и хуманитаристика – Проф. Инна Пелева за „Георги Марков. Снимки с познати“
- Художествен превод – Венера Атанасова за превода на романа „Момичето от Бруклин“ на Гиьом Мюсо
- Журналистика – не се присъжда
- Театър – Екипът на постановката на „Момчето от последния чин“ от Хуан Майорга на Драматичен театър Пловдив
- Архитектура – Райна Бекирова за Жилищна сграда с магазини в УПИ II-1147, 1148, кв.293 по плана на ЦГЧ, гр. Пловдив, ул. Авксентий Велешки №8
- Изобразително изкуство – Стоян Куцев за ретроспективната изложба „Стъпки“ в залата за временни експозиции на ГХГ - Пловдив
- Аудио визуални изкуства, фотография и операторско майсторство – операторът Антон Марчев за документалната поредица за туризъм „Пътувай с БНТ2“ по БНТ
- Музика – Мирослава Кацарова за цялостната концепция и реализация на PLOVDIV JAZZFEST през 2017 г.
- Изкуство, предназначено за деца – Хор „Детска китка“ с диригент Златина Делирадева за Празничен концерт „Хор „Детска китка“ – 70 години, Златина Делирадева – 50 години творческа дейност
- Културно наследство и съхраняване на паметта – Аксиния Бутева за книгата „Жената, Везмото, Градът от традиционна културна технология към съвременни културни практики“

### 2018 г.[13]
- Художествена литература и хуманитаристика – Антон Баев за „55 меланхолии на Антон Баев“
- Художествен превод – Гинка Бакърджиева за „Чук за вещици“ от Вацлав Каплицки
- Журналистика – Веселина Божилова за „Серия репортажи и видеофилм за Столипиново и ромската интеграция“ и „Разследващи репортажи, свързани с Пловдив и културния му живот“
- Театър – Драматичен театър – Пловдив за „Спектакъла „Дебелянов и ангелите“
- Архитектура – не се присъжда
- Изобразително изкуство – Албена Михайлова, Венета Маринова, Моника Роменска, Надя Генова - Група „Жените на Ръб-а“ за „Изложба „Другите неща  Жените на Ръб-а за Моника Роменска“
- Аудио визуални изкуства, фотография и операторско майсторство – Петко Танчев за „Мултимедиен дизайн и сценография на оперния спектакъл „Мадам Бътерфлай“ – Opera Open 2018“
- Музика – Марияна Панова за „Ролята си в оперния спектакъл „Катерина Измайлова“
- Изкуство, предназначено за деца – Държавна опера – Пловдив за „Светът на Алиса“ – мултимедиен балетен спектакъл за деца и младежи“
- Културно наследство и съхраняване на паметта – Издателство „Летера – Надя Фурнаджиева“ за албума „Пловдив – древен и жив“

### 2019 г.[14]
- Специална награда за изключителни постижения и цялостен принос – Виктор Бойчев за издигане на нивото на Държавния куклен театър в Пловдив до най-високите професионални стандарти в театралното изкуство
- Художествена литература и хуманитаристика – Александър Секулов за пиесата „Одисей“
- Художествен превод – Манол Пейков за превода от английски език на „Поезията като бунтовно изкуство“
- Журналистика в сферата на културата – Теодор Караколев за десетки публикации за архитектура, градска среда и опазване на културно-историческото наследство на Пловдив в рамките на 2019 г.
- Театър – Драматичен театър – Пловдив за спектакъла „Одисей“
- Архитектура и естетизация на градската среда – за преустройството на част от бившия Детмаг „Снежанка“ в художествената галерия „Капана“
- Изобразително изкуство – Ангел Герджиков за изложбата си живопис „Забравени следобеди“
- Аудио визуални изкуства, фотография и операторско майсторство – Петко Танчев за „Мултимедиен дизайн и сценография на оперния спектакъл „Мадам Бътерфлай“ – Opera Open 2018“
- Музика – два юбилейни концерта, посветени на 70-годишнината на композитора, диригент, педагог и общественик проф. акад. Милчо Василев
- Изкуство, предназначено за деца –
- Опазване на Културното наследство и съхраняване на паметта – доц. Елена Кантарева и екипът реставратори за работата им на обекта „Епископска Базилика на Филипопол“

### 2020 г.[15]
- Специална награда за изключителни постижения и цялостен принос – Емилия Арабаджиева заради работата ѝ като художник, сценограф, художник на документални филми, автор на книгата „История на костюма“ и творчески ръководител на проекти, с която заема значимото място в културния живот на Пловдив и страната в периода от 1980 до 2020 г. За педагогическата ѝ дейност като дългогодишен директор на Националната гимназия за сценични и екранни изкуства от 1992 година до 2019 г. По нейно предложение са разкрити специалностите: „Сценичен костюм“, „Компютърна анимация“, „Куклен театър“, „Драматичен театър“, „Пантомима“, „Театрална кукла“
- Художествена литература и хуманитаристика – Проф. д.ф.н. Клео Стефанова Протохристова-Ямболиева за „Литературният XX век- синхронни срезове и диахронни проекции“
- Художествен превод – Цветелина Димитрова за превода ѝ от немски език на романа „Алрауне“ и разказа „Паякът“ от Ханс Хайнц Еверс
- Журналистика в сферата на културата – БНТ - Пловдив за стойностното и последователно популяризиране в национален ефир на постиженията на културата и изкуствата, създавани в Пловдив - чрез специализираните предавания за култура: „Арт стрийм“, „Линия Култура“, „На опера с БНТ2“, както и системното представяне на културния живот на Пловдив в предаванията „Култура Бг“ и „Библиотеката“
- Театър – Драматичен театър – Пловдив за „Закуска в „Тифани“ по Труман Капоти
- Архитектура и естетизация на градската среда – арх. Веселин Русев за сграда Orpheus Apartments
- Изобразително изкуство – Градска художествена галерия – Пловдив за Представителна колективна изложба „Графиката сега – Пловдив 2020“ с куратор Моника Роменска
- Аудио визуални изкуства, фотография и операторско майсторство – Александър Богдан Томпсън за изложбата „Орфей“ – 24 фотографии от спектакъла „Орфей и Евридика“ от Глук
- Музика – Камен Чанев (посмъртно) за изпълнението му на арията È lasolitastoria от „Арлезианката“ на Франческо Чилеа в спектакъла „Вратите на съня“ на фестивала OperaOpen 2020
- Съвременни мултижанрови изкуства – Емил Миразчиев за самостоятелна изложба „Пътят – продължаваме заедно“
- Изкуство, предназначено за деца – Вокална група „Бамбини“ при Център за подкрепа за личностно развитие – Общински детски комплекс – Пловдив за Тържествен концерт-спектакъл „Пеем за България“
- Опазване на Културното наследство и съхраняване на паметта – Фондация „Балкански културен форум“ за издирване и преиздаване на ценни за Пловдив и страната книги и за изданието на „Пловдив към средата на XIX век според описанието на Костадин Душков Моравенов“ с автор д-р Александър Костакиев Пеев
- Специална награда за дарители и спомоществователи в областта на културата – Иван Димитров за благотворителния концерт „Пловдивска танцова палитра“ за изграждане на паметник на проф. Кирил Дженев, осъществен по негова инициатива